# مصطفى مديح
مصطفى مديح (1 يناير 1956 - 4 نوفمبر 2018)، مدرب كرة قدم مغربي، كان مدربًا سابقًا للمنتخبين المغربي الأولمبي والمنتخب المغربي لأقل من 20 سنة، كما عمل مدربًا شباب الريف الحسيمي، منذ 2014.

## سيرته
درب مصطفى مديح، خلال مسيرته الرياضية، مجموعة من الأندية بين القسمين الأول و الثاني للبطولة الوطنية المغربية، إضافة إلى تجربتين على المستوى الخارجي، بناديي المرج الليبي (بين 2000 و2001) و الوكرة القطري (بين 2008 و2010).

في 2001، فاز رفقة المنتخب المغربي لأقل من 20 سنة بالميدالية الذهبية لمسابقة كرة القدم في الألعاب الفرانكوفونية التي أقيمت بكندا، بعد فوزه في النهائي على فرنسا بهدف لصفر.
في 2004، كان مديح مدرب المنتخب المغربي الأولمبي، خلال الألعاب الأولمبية بأثينا، و أقصي من الدور الأول، بعد تعادل مع كوستاريكا (0-0) و هزيمة أمام البرتغال (2-1) و فوز على المنتخب العراقي (2-1).

درب بين 2006 و2007 نادي أولمبيك خريبكة، و فاز رفقته بالثنائية: كأس العرش 2006، و لقب البطولة الوطنية لموسم 2006/2007.
انتقل بعد ذلك لنادي الجيش الملكي، و فاز معه بلقبي كأس العرش 2007، و ببطولة الدوري لموسم 2007/2008.

انتقل سنة 2008 لتدريب نادي الوكرة القطري، لموسم واحد قبل أن يعود لنادي الجيش الملكي، و الذي لم يستطع أن يحقق معه نفس النتائج السالفة، ليتعاقد مع نادي حسنية أكادير في 2011.
في 2014، تعاقد مع نادي شباب الريف الحسيمي، خلفا للمدرب حسن الركراكي.

## إنجازاته
| اللقب                                 | السنة     | الفريق                |
| ------------------------------------- | --------- | --------------------- |
| الألعاب الفرانكوفونية - ميدالية ذهبية | 2001      | المغرب لأقل من 20 سنة |
| كأس العرش                             | 2006      | أولمبيك خريبكة        |
| البطولة المغربية                      | 2007-2006 | أولمبيك خريبكة        |
| كأس العرش                             | 2007      | الجيش الملكي          |
| البطولة المغربية                      | 2008-2007 | الجيش الملكي          |

## وفاته
توفي يوم الأحد 4 نوفمبر 2018، عن عمر ناهز 62 عامًا بعد صراع مع مرض السرطان.

## وصلات خارجية
- مصطفى مديح على موقع قاعدة بيانات كرة القدم.إي يو (الإنجليزية)
- مصطفى مديح على موقع أوليمبيديا (الإنجليزية)

- جذاذة مصطفى مديح من موقع كوورة